# Cherokee Village
Cherokee Village é uma cidade localizada no estado americano de Arkansas, no Condado de Fulton e Condado de Sharp.

## Demografia
Segundo o censo americano de 2000, a sua população era de 4648 habitantes.

## Geografia
De acordo com o United States Census Bureau, a localidade tem uma área de 53,7 km², dos quais 51,5 km² cobertos por terra e 2,2 km² cobertos por água.

## Localidades na vizinhança
O diagrama seguinte representa as localidades num raio de 24 km ao redor de Cherokee Village.